# Jane Avril

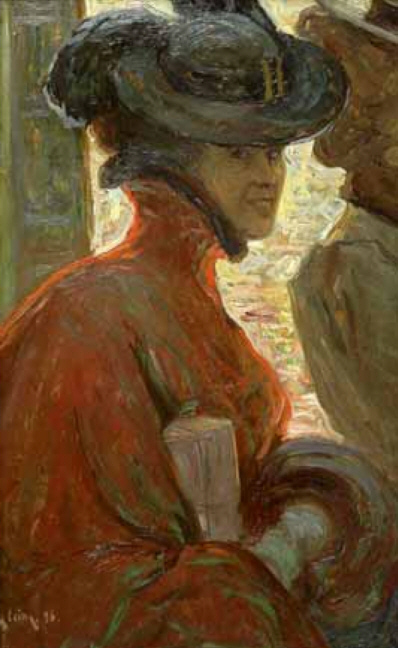
Jane Avril, gemalt von Philipp Klein (1898)

Jane Avril (geborene Jeanne Richepin; * 31. Mai 1868 in Paris; † 16. Januar 1943 in Paris), auch Mélinite genannt, war eine französische Tänzerin.

## Leben
Wie ihre Vorgängerin im Moulin Rouge, La Goulue, war Jane Avril erst etwa sechzehn Jahre alt, als sie ihre Karriere begann. Vorangegangen war eine schwer belastete Kindheit und Jugend: Ihr Vater, der italienische Marchese Luigi de Font, hatte die Familie verlassen und von ihrer Mutter wurde sie geschlagen. Schließlich wurde Jane Avril in das Nervenkrankenhaus Hôpital de la Salpêtrière eingewiesen, wo Jean-Martin Charcot mit ihr Experimente durchführte. Aus diesem Nervenkrankenhaus wurde sie schließlich nur entlassen, weil die Pflegerinnen von ihrem tänzerischen Talent begeistert waren.
Jane Avril begann ihre tänzerische Laufbahn als Autodidaktin, da sie nie fundierten Tanzunterricht hatte. Mit Tanzimprovisationen zu Walzermusik im Bal Bullier und 1889 als „Reitende Schönheit“ im Hippodrome begann sie Geld mit ihren Darbietungen zu verdienen. Bei der Eröffnung des Moulin Rouge am 6. Oktober 1889 trat Jane Avril (auch Mélinite genannt) mit einem Solo auf und wurde neben La Goulue zum Star.

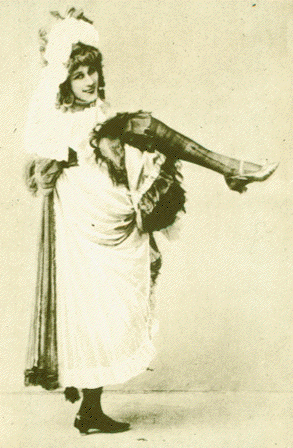
Jane Avril (ca. 1893)

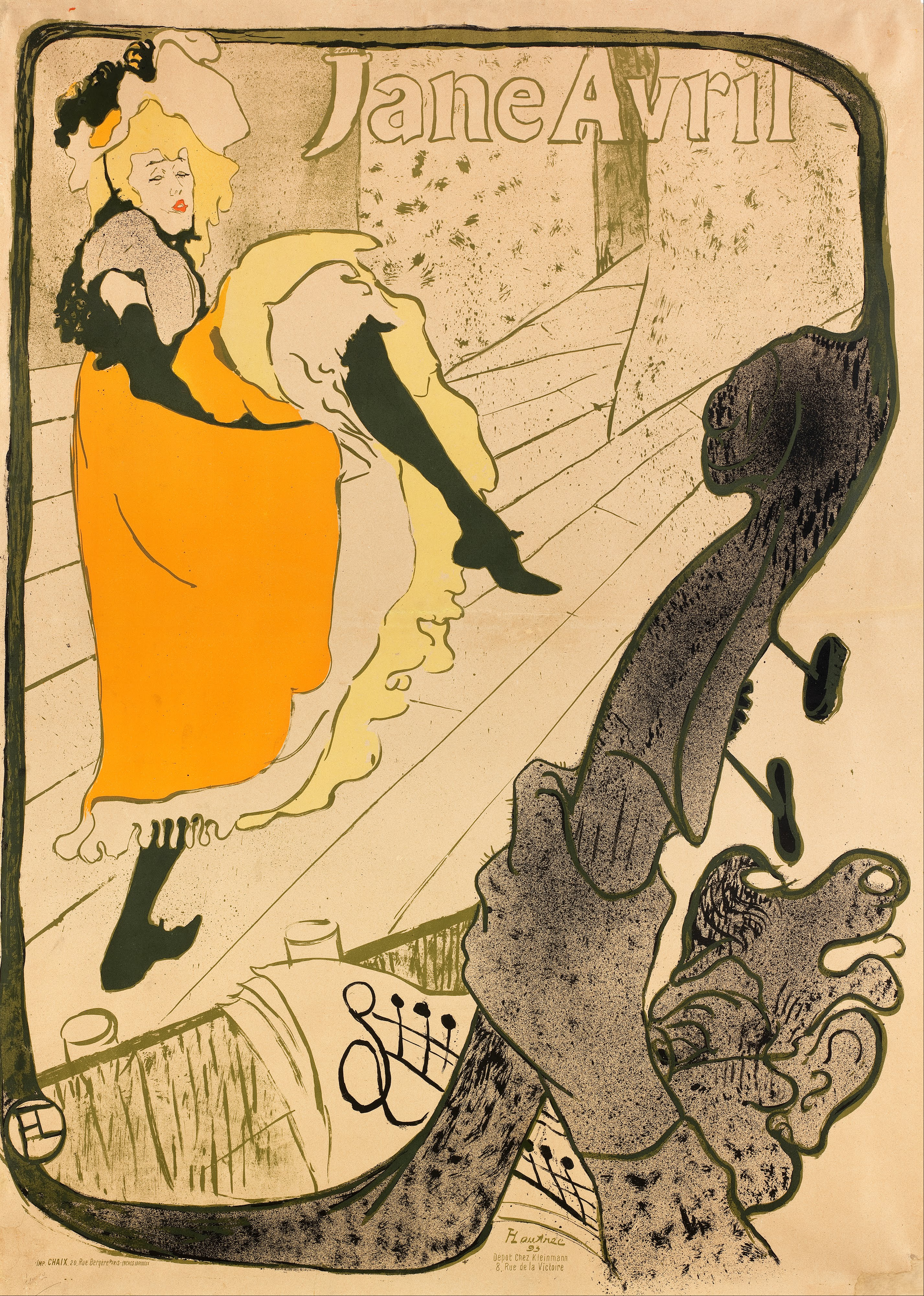
Plakat mit Jane Avril von Henri de Toulouse-Lautrec (1893)

Jane Avril tanzte nie ohne Hut, meist ohne Partner und beteiligte sich nur selten an der Quadrille naturaliste. Auf vielen Werken Henri de Toulouse-Lautrecs wirkt sie denn auch einsam und unglücklich, andererseits aber ist hier ihre besondere Ausstrahlung ebenso wie ihre raffinierte Garderobe festgehalten. Henri de Toulouse-Lautrec begegnete ihr erstmals im Moulin de la Galette und porträtierte sie in den Jahren 1892 bis 1893 mehrmals. Es entstanden mehrere Plakate, die sie bei ihm in Auftrag gab, wie für ihre Auftritte 1893 im Jardin de Paris auf den Champs-Elysées.
Künstler und Literaten wie Arsène Houssaye, Alphonse Allais, Pierre-Auguste Renoir und Teodor de Wyzewa zählten zu ihren Freunden und Bewunderern; letzterer widmete ihr sogar ein Kapitel in seinem Roman Valbert ou Les Récits d’un Jeune Homme.
Jane Avril tanzte im berühmten Cabaret Le Chat Noir, dem ersten Cabaret seiner Art in Paris, im Casino de Paris und erschien in den Folies Bergère als Pierrot in einer Ballett-Pantomime. 1897 gab sie ein erfolgreiches Gastspiel im Palace Theatre in London, ein Gastspiel führte sie nach Madrid. 1910 gebar sie einen Sohn; später heiratete sie den Maler Maurice Biais, der sie 1926 nach einem erbärmlichen Leben außerhalb der Hauptstadt als mittellose Witwe zurückließ.
Während des Ersten Weltkriegs folgten erneute Auftritte bei zahlreichen Wohltätigkeitsveranstaltungen. Im August 1933 wurden ihre Memoiren im „Paris Midi“ veröffentlicht. Anlässlich eines Toulouse-Lautrec-Balls erschien sie am 31. Mai 1935 noch einmal im Moulin de la Galette. Am 22. Juni 1939 wurde für sie eine Wohltätigkeitsveranstaltung organisiert.
Nur noch einmal, 1941, im Alter von 73 Jahren, kehrte sie für ein „großes Finale“ nach Paris zurück. Jane Avril starb im Alter von nahezu 75 Jahren am 16. Januar 1943 im Pavillon des Vieilles in der Rue de la Saida in Paris und fand ihre letzte Ruhestätte auf dem Friedhof Père-Lachaise.
Jane Avril ist eine „zentrale Nebenfigur“ in dem pseudo-dokumentarischen Roman „Das Buch von Blanche und Marie“ von Per Olov Enquist, in dem der Autor das Leben von Marie Curie und Blanche Wittman in teils fiktiven, teils realen Szenen darstellt.

## Werke
- Paris midi. Memoires, Fayard, Paris 1933.